# Гонда (Индия)
Гонда (хинди गोण्डा, англ. Gonda) — город в северной части индийского штата Уттар-Прадеш. Административный центр одноимённого округа.

## География
Расположен в 125 км к северо-востоку от Лакхнау, на высоте 120 м над уровнем моря. В 60 км от Гонды находится священный для индуистов город Айодхья.

## Население
По данным переписи 2001 года население города насчитывало 122 164 человека. Доля мужчин — 55 %, женщин — 45 %. Уровень грамотности — 66 % (71 % мужчин и 60 % женщин), что немногим выше среднего по стране показателя. Доля детей в возрасте до 6 лет — 13 %. По данным переписи 2011 года население Гонды составляет 138 929 человек. Уровень грамотности возрос до 80,32 %. Около 60 % населения Гонды — индуисты; около 38 % — мусульмане; 1,4 % — джайны и 0,4 % — приверженцы других религий.

## Экономика и транспорт
Экономика города и его окрестностей основана на сельском хозяйстве, производстве телефонов, сахара и некоторых других отраслях.
На железнодорожном вокзале города останавливается Горакхдхам Экспресс.